# Jurij Averbach
Jurij L'vovič Averbach (in russo Юрий Львович Авербах?, noto come Yuri Averbakh in occidente; Kaluga, 8 febbraio 1922 – Mosca, 7 maggio 2022) è stato uno scacchista, scrittore e compositore di scacchi russo (fino al 1992 sovietico). È stato il più anziano grande maestro vivente, il primo ad aver compiuto cent'anni.
È stato una volta campione sovietico e una volta campione europeo a squadre. Ha partecipato al Torneo dei candidati del 1953 disputatosi in Svizzera, competizione che stabilisce lo sfidante del campione del mondo di scacchi. 
Oltre all'attività agonistica Averbach ha percorso la carriera arbitrale, ottenendo rilevanza internazionale sia in ambito agonistico che problemistico. Di grande importanza anche il suo apporto alla teoria del gioco e il contributo intellettuale, attraverso il lavoro di giornalista e di scrittore in ambito scacchistico.

## Biografia
Nasce a Kaluga, città sul fiume Oka situata 160 chilometri a sud-ovest di Mosca e capitale dell'omonima regione (Oblast'), da padre tedesco di origine ebraica e madre russa. Impara il gioco degli scacchi all'età di 7 anni, ma ne resta affascinato definitivamente verso i 13 anni, quando assiste ad una lezione di Nikolaj Grigor'ev sui finali al circolo di scacchi di Mosca.
Oltre ad aver svolto la carriera agonistica ad altissimo livello, Averbach è stato un valente compositore di studi, con circa un centinaio di studi pubblicati. Nel 1956 la PCCC gli riconobbe il titolo di giudice internazionale per la composizione. Nel 1969 diventò arbitro internazionale e a queste attività ha associato sempre anche quella di giornalista, dirigente e scrittore. È stato per molti anni direttore della rivista « Šachmaty v SSSR » (Scacchi in URSS) e presidente della Federazione di scacchi sovietica dal 1972 al 1977.

## Carriera

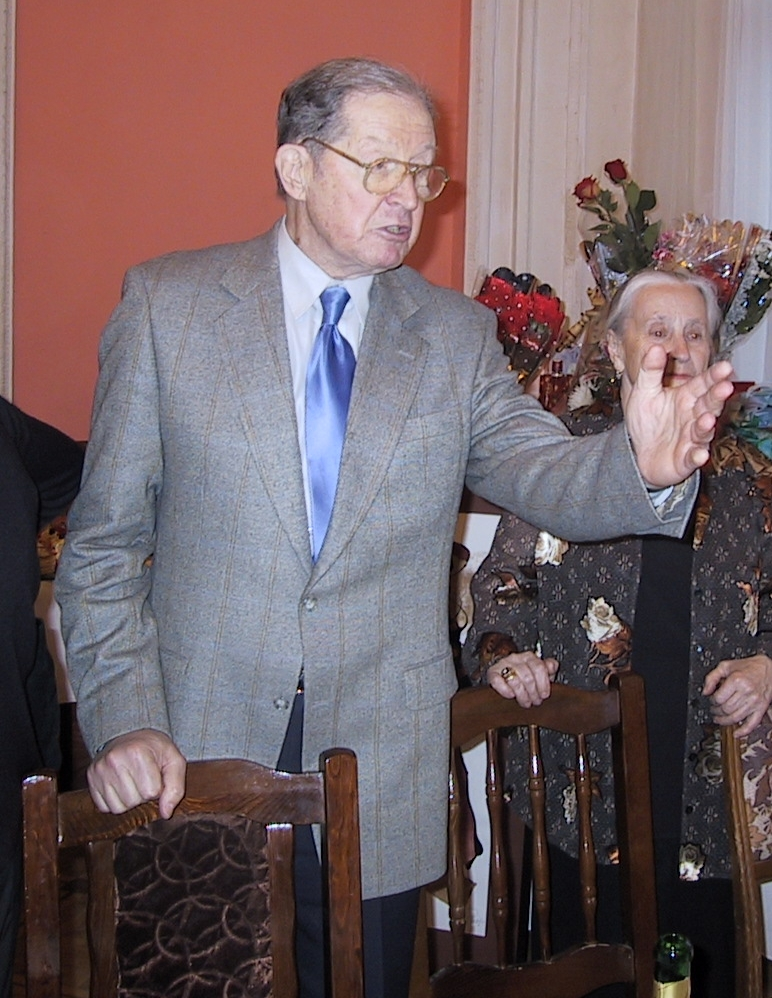
Jurij Averbach nel giorno del suo 80º compleanno.

Fa il suo ingresso nel mondo scacchistico sovietico vincendo nel 1949 il campionato di Mosca, davanti a giocatori del calibro di Andor Lilienthal, Jakov Estrin e Vladimir Simagin. Vinse ancora il campionato di Mosca l'anno dopo (1950) e successivamente nel 1962.
Nel 1952 la FIDE gli riconosce il titolo di grande maestro.
Nel 1953 partecipa al celebre torneo dei candidati di Zurigo 1953, giungendo al decimo posto su quindici partecipanti.
Nel 1954 vince a Kiev il 21º campionato sovietico, davanti tra gli altri a Mark Tajmanov, Viktor Korčnoj, Tigran Petrosyan, Juchym Heller e Salo Flohr.
Due anni dopo, nel 23º campionato sovietico di San Pietroburgo, arriva pari primo con Tajmanov e Spasskij e secondo dopo gli spareggi (il titolo andò a Mark Tajmanov).
Nel 1957 in agosto vince la prima edizione del Campionato europeo a squadre, disputatosi a Vienna, giocando come prima riserva (11ª scacchiera) con la squadra dell'Unione Sovietica.
Nel 1958 si classifica quarto nel 25º campionato sovietico svoltosi a Riga; partecipa al torneo interzonale di Portorose, ma non accede al torneo dei candidati per solo mezzo punto.
Nel 1959 si classifica settimo al 26º campionato sovietico di Tbilisi con 10,5 su 19, a pari merito con Paul Keres.
Nel 1960 arriva secondo al Torneo di Hastings con 6,5 su 9, dietro di un punto a Svetozar Gligorić, plurivincitore del torneo.
Nel 1961 vince il Carl Schlechter Memorial con 9 punti su 11, distanziando di un punto il campione cecoslovacco Miroslav Filip.
Nel 1965 vince la terza edizione del Campionato europeo a squadre, disputatosi ad Amburgo, giocando in ottava scacchiera con la squadra dell'Unione Sovietica. Con 6 punti su 8 vince anche la medaglia d'oro individuale di scacchiera.

## Teoria

### Finali
Il contributo teorico agli scacchi di Averbach è stato dato soprattutto nei finali, dei quali è un grande cultore. In lingua italiana è stata tradotta soltanto un'opera: Che cosa bisogna sapere sui finali (in russo: Что нужно знать об эндшпиле - Čto nužno znat' ob endšpile) che affronta lo studio dei finali ritenuti essenziali per un giocatore principiante fino al raggiungimento del livello magistrale.
Dal 1956 al 1962 ha pubblicato un'opera divisa in tre volumi sui finali, poi revisionata negli anni '80 ed ampliata a ben cinque volumi.
È conosciuto nel mondo degli scacchi come “Il Dio dei finali”.

### Aperture
Ha dato il nome ad alcune varianti di apertura, tra le quali si ricordano:
- Variante Averbach della difesa moderna:  1. d4 d6 2. c4 g6 3. Cc3 Ag7 4. e4
- Variante Averbach della partita spagnola:  1. e4 e5 2. Cf3 Cc6 3. Ab5 a6 4. Aa4 Cf6 5. 0-0 Ae7 6. Te1 d6
- Variante Averbach della difesa ovest-indiana:  1. d4 Cf6 2. c4 e6 3. Cf3 b6 4. e3 Ab7 5. Ad3 c5 6. 0-0 Ae7 7. b3 0-0 8. Ab2 cxd4 9. Cxd4
- Variante Averbach della difesa est-indiana:  1. d4 Cf6 2. c4 g6 3. Cc3 Ag7 4. e4 d6 5. Ag5

## Opere
- Che cosa bisogna sapere sui finali, Bologna, Le Due Torri, 2010, ISBN 978-8896076187.
- (con Michail Bejlin) Giocare a scacchi , Roma Editori Riuniti 2007 ( prima ediz. 1984)
- (EN) A History of Chess: From Chaturanga to the Present Day, Russell Enterprises, 2012, ISBN 978-1936490448.
- (RU) Шахматные окончания. Слоновые, коневые, Fizkul'tura i sport, 1980.
- (RU) Шахматные окончания. Слон против коня, ладья против лёгкой фигуры, Fizkul'tura i sport, 1981.
- (RU) Шахматные окончания. Ферзевые, Fizkul'tura i sport, 1982.
- (RU) Шахматные окончания. Пешечные, Fizkul'tura i sport, 1983.
- (RU) Шахматные окончания. Ладейные, Fizkul'tura i sport, 1984.
- (EN) Comprehensive Chess Endings 1: Bishop Endings, Knight Endings (con Vitalij Aleksandrovič Čechover), Pergamon, 1983, ISBN 4-87187-503-2.
- (EN) Comprehensive Chess Endings 2: Bishop vs Knight Endings, Rook vs Minor Piece Endings, Pergamon, 1985, ISBN 4-87187-504-0.
- (EN) Comprehensive Chess Endings 3: Queen Endings, Pergamon, 1986, ISBN 4-87187-505-9.
- (EN) Comprehensive Chess Endings 4: Pawn Endings (con Ilya Maizelis), Pergamon, 1987, ISBN 4-87187-506-7.
- (EN) Comprehensive Chess Endings 5: Rook Endings, Pergamon, 1987, ISBN 4-87187-507-5.